# Lecidea advertens
Lecidea advertens är en lavart som beskrevs av Nyl. Lecidea advertens ingår i släktet Lecidea och familjen Lecideaceae.   Inga underarter finns listade i Catalogue of Life.